# Adam Wiercioch
Adam Andrzej Wiercioch, född den 1 november 1980 i Gliwice, Polen, är en polsk fäktare som tog OS-silver i herrarnas lagtävling i värja i samband med de olympiska fäktningstävlingarna 2008 i Peking.